# Carole Meredith
Carole P. Meredith (1949) es una genetista, y botánica estadounidense. Fue profesora en el Departamento de Viticultura y Enología de la Universidad de California, en Davis.

## Carrera
Antes de retirarse en 2003, Meredith y su grupo de investigaciones, iniciaron el uso de ADN inscriptor para diferenciar variedades de uva de Vitis vinifera  y para dilucidar su parentesco, el cual dio idea de la historia de las variedades y sitio de origen. En 1996, Meredith y su grupo establecieron el parentiesco del Cabernet sauvignon, el cual fue la primera aplicación de tales técnicas. Más tarde, hicieron lo mismo para Chardonnay, Syrah, y Zinfandel. Su grupo mostró que las variedades Zinfandel, Primitivo, y Crljenak Kaštelanski son idénticas. Y, las variedades Charbono y Corbeau también se hallaron idénticos.
En 2009, fue inducida a la Sala de Fama Vintners.

## Vinificación
En 1986, se mudó al Condado de Napa conmutando a UC Davis, donde su marido Steve Lagie, vinificó en la Robert Mondavi Winery. Después de jubilarse de la academia, en enero de 2003, Meredith y su marido llevan esquejes de Syrah al Monte Veeder AVA de Valle de Napa; y, producen vino bajo la etiqueta Lagier-Meredith. Las primeras parras en su propiedad se plantaron en 1994.